# Автоматизована система
Автоматизо́вана систе́ма (АС) (англ. automated system) — сукупність керованого об'єкта й автоматичних керуючих пристроїв, у якій частину функцій керування виконує людина. АС являє собою організаційно-технічну систему, що забезпечує вироблення рішень на основі автоматизації інформаційних процесів у різних сферах діяльності (управління, проектування, виробництво тощо) або їх поєднаннях.
Це загальне визначення. У залежності від галузі застосування даються уточнені формулювання поняття «автоматизована система».

## Види автоматизованих систем

### Автоматизовані виробничі системи
Коли потрібно дати визначення автоматизованої системи, що призначена для обробки матеріальних чи енергетичних ресурсів (виготовлення, складання, транспортування), можна навести таке визначення за ДСТУ 2960-94:
Автоматизована система — організаційно-технічна система, що складається із засобів автоматизації певного виду чи кількох видів діяльності людей та персоналу, що здійснює цю діяльність.
Автоматизована система виробничого призначення (автоматизована виробнича система) здійснює збирання інформації з об'єкта керування, передає, перетворює й обробляє її, формує керуючі команди та виконує їх на керованому об'єкті, тобто ті функції, які піддаються автоматизації. Людина визначає цілі та критерії керування й коригує їх, коли змінюються умови, зокрема, виконує функції нагляду за роботою автоматизованих пристроїв, а в разі потреби змінює програму їхньої роботи (завдання) і приймає загальні рішення щодо керування в змінених або складних ситуаціях.

### Автоматизовані інформаційні системи
Для автоматизованих систем, що використовуються в управлінні, дослідженнях, проектуванні та ін., зміст яких полягає в обробці інформації дано таке визначення (ДСТУ 2941-94):
Автоматизована система (у інформаційних технологіях) — система, що реалізує інформаційну технологію виконання встановлених функцій за допомогою персоналу і комплексу засобів автоматизації.
У цьому випадку автоматизовані системи розглядаються як інформаційні системи. Загалом АС — це система, яка складається з персоналу і комплексу засобів автоматизації його діяльності та реалізує інформаційну технологію виконання установлених функцій.
Залежно від виду діяльності розрізняють такі різновиди АС:
- АСК (автоматизовані системи керування), які у свою чергу в залежності від виду об'єкту керування поділяються на:
  - АСК технологічними процесами (АСК ТП);
  - АСК підприємствами (АСКП), виробництвом (АСКВ) тощо;
- Системи автоматизованого проектування:
  - САПР (системи автоматизованого проектування і розрахунку);
  - САПР ТП (системи автоматизованого проектування технологічних процесів) тощо;
- АСНД (автоматизовані системи наукових досліджень);
- АС оброблення та передавання інформації:
  - АІПС (автоматизована інформаційно-пошукова  система);
  - АСІТО (автоматизована система інформаційно-термінологічного обслуговування) тощо;
- АСТПВ (АС технологічної підготовки виробництва);
- автоматизовані системи контролю та випробувань;
- АС, що поєднують функції, перелічених вище систем.

АС реалізують інформаційну технологію у вигляді певної послідовності інформаційно пов'язаних функцій, завдань або процедур, що виконуються в автоматизованому (інтерактивному) або автоматичному режимах.

## Склад і види структур автоматизованих систем
У процесі функціонування АС є поєднанням:
- комплексу технічних засобів автоматизації (ТЗА) — сукупності взаємоузгоджених компонентів і комплексів програмного, технічного та інформаційного забезпечень, що розробляються, виготовляються і постачаються як продукція виробничо-технічного призначення:
  - програмне забезпечення автоматизованої системи — сукупність програм на носіях інформації з програмною документацією;
  - технічне забезпечення автоматизованої системи — сукупність засобів реалізації керуючих впливів, засобів отримання, введення, підготовки, перетворення, обробки, зберігання, реєстрації, виведення, відображення, використання та передачі даних з конструкторською та експлуатаційною документацією;
  - інформаційне забезпечення автоматизованої системи — сукупність системно-орієнтованих даних, що описують прийнятий у системі словник базових описів (класифікатори, типові моделі, елементи автоматизації, формати документації тощо), та актуалізованих даних про стан інформаційної моделі об'єкта автоматизації (об'єкта управління, об'єкта проектування) на всіх етапах його життєвого циклу.
- організаційно-методичного забезпечення автоматизованої системи — сукупності документів, що визначають: організаційну структуру об'єкта та системи автоматизації, необхідних для виконання конкретних функцій, що автоматизуються; діяльність в умовах функціонування системи, а також форми представлення результатів діяльності;
- фахівців, які використовують вище перераховане в процесі своєї професійної діяльності.

Внутрішню побудову систем характеризують за допомогою структур, що описують стійкі зв'язки між їх елементами. При описі АС використовують такі види структур, що відрізняються типами елементів і зв'язків між ними:
- функціональні (елементи — функції, завдання, процедури; зв'язки — інформаційні);
- технічні (елементи — пристрої, компоненти та комплекси; зв'язки — лінії і канали зв'язку);
- організаційні (елементи — колективи людей і окремі виконавці; зв'язки — інформаційні, підпорядкування та взаємодії);
- документальні (елементи — неподільні складові частини та документи АС; зв'язки — взаємодії, вхідність та підпорядкування);
- алгоритмічні (елементи — алгоритми; зв'язки — інформаційні);
- програмні (елементи — програмні модулі та вироби; зв'язки — керуючі);
- інформаційні (елементи — форми існування і подання інформації в системі; зв'язки — операції перетворення інформації в системі).